# Etnogeneze Slovanů

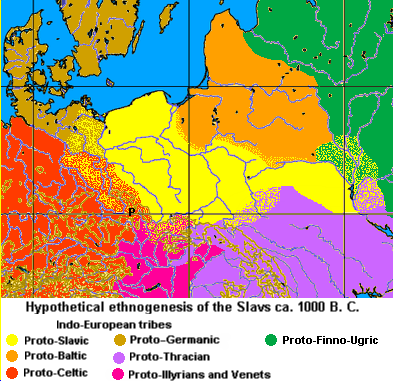
Hypotéza o vzniku Slovanů, kolem 1000 př. n. l. Proto-Slované jsou znázorněni žlutě

Etnogeneze Slovanů, vznik Slovanů jako etnika, je stále nevyřešená otázka dějin. Někteří badatelé zastávají názor o tom že Slované vznikli teprve během své expanze, vzájemným smíšením různých etnických skupin. Existence jednotného slovanského jazyka a kultury na velké ploše této teorii však odporuje. Expanze Slovanů ve 4. století byla nejspíše způsobena přelidněním jejich pravlasti, napovídá tomu rychlost osídlení velké části Evropy.

## Historie
Podle Jordanova díla Getica z roku 551 obývali Slované (Staří Slované), v tomto spise nazývaní Venetové, ve 4. století oblast severně od Karpat. Konkrétně se v něm píše
„Podél strmých Alp...na levém svahu, co směřuje na sever, a to od pramenů řeky Visly na nesmírných prostorách, se usadil početný kmen Venetů. I když se jejich jména teď mění podle různých rodů a sídlišť, nazývají se především Slovany a Anty. Slované žijí od města Novietunum a jezera zvaného Mursinské až k Dněstru a na sever až po Vislu. Místo měst mají bažiny a lesy. Antové však, kteří jsou z nich nejzdatnější, tam, kde se Pontské moře zahýbá, rozprostírají se od Dněstru až po Dněpr, kteréžto řeky jsou od sebe vzdáleny mnohými stanicemi.“
To, že nebyli Slované zmíněni dříve, bylo způsobeno nejspíše tím, že sídlili daleko od římských provincií a neohrožovali je.
Dále se v Getikách uvádí že ostrogótský náčelník Ermanarich ve 3. čtvrtině 4. století ...zdvihl zbraně proti Venetům, kteří, i když pohrdali zbraněmi, ale počtem silní, zpočátku se snažili stavět na odpor. Nic však nezmůže množství nebojovných lidí, zejména když i bůh dopustí a přižene se množství ozbrojených. V 6. století, tedy v době napsaní díla, však prý byli Slované bojovní a útoční a „všude řádili“.
Nejstarší zmínka pak pochází z počátku 6. století od Pseudocaesaria Nazianského. Označení Slované (Suoveni, Sclaveni) se od poloviny 6. století vžilo a používalo se společně s jménem Venetové.
Raně středověké prameny často ztotožňují Slovany s Venety, které poprvé zmínil v 1. století Plinius starší jako obyvatelstvo povodí Visly, nejspíše příbuzné Germánům. Otázka jejich příbuznosti je však nevyřešená. Kromě Venetů byly některými badateli považováni za předky Slovanů i jiné kmeny uváděné v antických pramenech. Český archeolog Lubor Niederle uvažoval například o Budinech a Neurech, jiní zase o Skytech-oráčích, zmiňovaných Hérodotem.

## Archeologie
Archeologicky lze doložit kontinuitu slovanské kultury až od 3. století a její návaznost na předchozí kultury je sporná. Důvodem může být, že mohlo dojít k zjednodušení materiální kultury během expanze. Ruská badatelka Irina Petrovna Rusanova navrhla následující čtyři body, které jsou typické pro nejstarší slovanské archeologické památky
1. zemědělský charakter osídlení
2. Zahloubená pravoúhlá obydlí, stěny délky dospělého, kamenná „pec“ v severnějším koutě
3. Ručně vyráběná keramika v celé východní Evropě zdobená vlnovkou
4. Pohřeb žehem, popel umísťován do jamek či popelnic na pohřebištích bez mohyl[5]

Nejmladšími možnými předchůdci slovanské kultury jsou kultury przeworská (2. století př. n. l. – 5. století n. l.) na západě území pozdější expanze Slovanů a černjachovská (2. – 5. století) na východě. Jejich problémem je, že měly nejspíše polyetnický či nadetnický ráz. První lze přiřknout v první řadě Germánům, druhou Sarmatům, ale nálezy z oblasti na jejich hranicích, především žárové hroby, mají spíše slovanský charakter. Je možné, že ke vzniku obou kultur došlo pod římským vlivem, který setřel starší lokální rozdíly mezi jednotlivými etniky.
Na etnogenezi historických Slovanů se také kromě lidu praktikujícího žárové pohřby v obou zmíněných kulturách mohli podílet nositelé kultury zarubiněcké, která existovala od 3. století př. n. l. do 2. století v dnešním jižním Bělorusku a na severní Ukrajině.
Někteří badatelé se snaží jít ještě dále a spatřují slovanské rysy v kultuře překrytých popelnic existující v 5. století př. n. l. – 2. století př. n. l., podle Borise A. Rybakova dokonce v lužické kultuře (14. století př. n. l. – 4. století př. n. l.) a třtiněcko-komarowské kultuře z 15. – 12. století př. n. l. mezi Dněprem a Odrou.
Aktuální kulturologický model reflektuje dlouhý archeologický vývoj praslovanské kulturní linie. Dosud nejstarší praslovanskou kulturu rozpoznává v ukrajinské Komarovské kultuře, jedné ze tří větví Třtiněcké kultury vedle prabaltské Sošnické kultury a etnicky obtížně vymezitelné Lužické kultury.[zdroj?] Všechny tři větve se začaly vyvíjet někdy v polovině 2. tisíciletí př. n. l. Komarovská kultura byla v praslovanské linii následována Černoleskou kulturou (10. až 8. století př. n. l.), ta Milohradskou kulturou (7. až 3. století př. n. l.), na kterou navázala Zarubiněcká kultura (2. století př. n. l. až 2. století n. l.) a na ni již raně slovanská Kyjevská kultura (3. až 5. století n. l.), která se rozštěpila na trojici Kolčinské, Korčakovské a Peňkovské kultury.[zdroj?]

## Antropologie a lingvistika

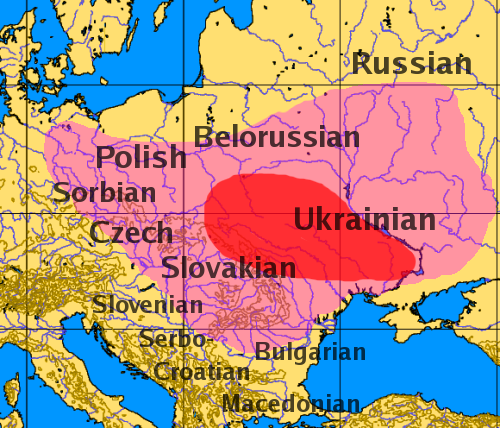
Mapa rozšíření slovanského jazyka

Z důvodů žárového pohřbívání lze jen těžko vysledovat původ Slovanů pomocí genetiky a fyzické antropologie. Analýza vzorků z doby přechodu ke kostrovému pohřbu v raném středověku ukazuje už na širokou paletu antropologických typů.
Podle lingvistických analýz vznikla nejstarší forma slovanského jazyka přibližně mezi roky 800 př. n. l. až 500 př. n. l., kdy se nejspíše oddělila od baltoslovanské skupiny. Podle Arnošta Lamprechta se slovanský jazyk vyvíjel jihozápadně od Baltů a jihovýchodně od Germánů, tedy na území dnešního Polska, zároveň existoval i kontakt s mluvčími íránských jazyků. Z analýzy slovní zásoby lze usuzovat že předkové Slovanů v 1. tisíciletí př. n. l. žili v lesnaté krajině s mnoha řekami, jezery a blaty, kde rostl dub, bříza, lípa, jasan a vrba. Také další jazyková fakta podporují názor že proto-slovanské osídlení se nacházelo v povodí Visly.
Aktuální lingvistický model reflektuje dlouhý vývoj praslovanštiny dokonce již někdy od poloviny 2. tisíciletí př. n. l.[zdroj?] Rozlišuje se přitom raná praslovanština (zhruba 15. až 8. století př. n. l.), střední praslovanština (7. až 1. století př. n. l.) a pozdní praslovanština (1. až 6. století n. l.), jejíž druhá polovina (4. až 6. století n. l.) se již považuje zároveň za raně slovanskou.[zdroj?]